# Dead Planet
Dead Planet is het derde album van de Amerikaanse band Mondo Generator. Het album werd eind 2005 en begin 2006 opgenomen in studio 606 waarvan Dave Grohl eigenaar is en Donner & Blitzen Studios.

## Geschiedenis
Het originele album werd in 2006 uitgebracht door het Britse label Mother Tongue Records en Impedance Records onder de naam Dead Planet: SonicSlowMotionTrails.
Suburban Noize Records bracht het album opnieuw uit in 2007 onder de naam Dead Planet. De nummers op het album hebben een andere volgorde en er zijn drie extra nummer toegevoegd van de ep III the EP. Oliveri had dit het liefst niet gewild.
Tijdens de tour van het vorige album mishandelde Oliveri een geluidmedewerker in een club in Trossingen (Duitsland) omdat het geluid niet goed genoeg was voor Oliveri tijdens een aantal nummers. De overige bandleden verlieten Oliveri en gingen boos terug naar de Verenigde Staten. Om deze reden namen leden van de band Winnebago Deal deel aan het album.

## Tracklist
Dead Planet: SonicSlowMotionTrails
| nr. | titel                 | duur  |
| --- | --------------------- | ----- |
| 1   | Like a Bomb           | 4:13  |
| 2   | All the Way Down      | 2:56  |
| 3   | SonicSlowMotionTrails | 3:19  |
| 4   | Basket Case           | 1:35  |
| 5   | Lie Detector          | 4:20  |
| 6   | So High               | 2:24  |
| 7   | Life of Sin           | 2:24  |
| 8   | Mental Hell           | 2:16  |
| 9   | She Only Owns You     | 2:35  |
| 10  | Take Me Away          | 4:48  |
| 11  | I Never Sleep         | 2:08  |
| 12  | All Systems Go!       | 1:26  |
| 13  | Paper Thin            | 10:24 |
| 14  | Sam Hall              | 2:27  |

Dead Planet
| nr. | titel                 | duur  |
| --- | --------------------- | ----- |
| 1   | Basket Case           | 1:35  |
| 2   | I Never Sleep         | 2:08  |
| 3   | All the Way Down      | 2:56  |
| 4   | She Only Owns You     | 2:35  |
| 5   | Lie Detector          | 4:20  |
| 6   | Mental Hell           | 2:16  |
| 7   | All Systems Go!       | 1:26  |
| 8   | Like a Bomb           | 4:13  |
| 9   | So High               | 2:24  |
| 10  | SonicSlowMotionTrails | 3:19  |
| 11  | Take Me Away          | 4:48  |
| 12  | Life of Sin           | 2:24  |
| 13  | Paper Thin            | 10:24 |
| 14  | Sam Hall              | 2:27  |
| 15  | There She Goes Again  | 1:26  |
| 16  | Bloody Hammer         | 5:21  |
| 17  | Sleep the Lie Away    | 13:31 |

- nummers 3, 15, 16, en 17 komen van de ep III the EP.
- het nummer "So High" is opnieuw opgenomen. Het heette eerder "So High, So Low" en komt van het album A Drug Problem That Never Existed.
- het nummer "Mental Hell" is een cover van de band Ramones van het album Animal Boy.
- het nummer "I Never Sleep" was eerder opgenomen voor Oliveri's eerdere band, River City Rapists.
- het nummer "Paper Thin" is opnieuw opgenomen en komt oorspronkelijk van Oliveri's soloalbum Demolition Day.
- het nummer "Bloody Hammer" is een cover van Roky Erickson.

## Sessiemuzikanten
- Ben Perrier (Winnebago Deal)
- Ben Thomas (Winnebago Deal)
- Marc Diamond
- Blag Dahlia
- Mathias Schneeberger
- Harley Spider
- Dave Catching
- Molly Mcguire
- Hoss Wright
- Alfredo Hernández

Nick Raskulinecz - productie

## Bandleden
- Nick Oliveri - zang, basgitaar
- Ian Flannon Taylor - gitaar, achtergrondzang
- Spud - gitaar
- Ernie Longoria - drum